# Robert Bauval
Robert Bauval, enginyer i escriptor, nascut el 5 de març de 1948 a Alexandria, Egipte, fill de pares d'origen belga. Fou educat en un col·legi per a xics anglesos, L'"escola anglesa d'Alexandria" i al "col·legi dels franciscans de Buckinghamshire", Anglaterra. Fou expulsat d'Egipte durant el govern de Gamal Nasser. Ha passat la major part del seu temps vivint i residint a Egipte i en altres països de l'Orient Mitjà i Àfrica.
Enginyer de la construcció, des de molt jove s'interessà per l'egiptologia i als anys vuitanta inicià una investigació sobre les piràmides que intentava combinar l'astronomia i la història. Ha publicat nombrosos articles sobre aquest tema i alguns dels seus descobriments han sigut presentats al Museu Britànic.
Entregat des de 1979 a l'estudi del significat de les piràmides, intentant esbrinar no tant com, sinó per què foren construïdes, així com la seua complexa estructura, la seua mesura i vocació d'eternitat. Amb els anys, als seus estudis s'hi va unir Adrian Gilbert i la combinació dels seus esforços donà com a resultat la publicació d'El misteri d'Orió (The Orion Mistery) publicat el 1994 sobre la correlació de les construccions piramidals de l'antic Egipte amb l'observació estel·lar.
El misteri d'Orió (The Orion Mystery, Unlocking the Secrets of the Pyramids) és el seu primer llibre, escrit junt a Adrian Gilbert, on expliquen la seua teoria sobre la Constel·lació d'Orió i la seva possible influència astronòmica en la ubicació de les Piramides al desert de Guiza.

## Obra
- The Orion Mystery (amb Adrian Gilbert) (1994)
- Keeper Of Genesis (amb Graham Hancock) (1995)
- The Mars Mystery (amb Graham Hancock) (1998)
- Secret Chamber (1999)
- Talisman (amb Graham Hancock) (2004)
- The Egypt Code (Oct 2006)